# 19 Dywizja Polowa Luftwaffe
19 Dywizja Polowa Luftwaffe (niem. 1 Luftwaffe Feld Division) – utworzona na terenie Niemiec 1 marca 1943 r. W listopadzie 1943 roku została przemianowana (jak wszystkie dywizje polowe Luftwaffe) na 19 Feld Division (L) i przydzielona do wojsk lądowych.
Dywizja początkowo pełniła służbę w krajach okupowanych, stacjonowała w Chartres we Francji, od 1 listopada 1943 r. w Middelburgu i następnie w holenderskim Walcheren. 1 czerwca 1944 r. przemianowano ją na 19 Dywizję Szturmową Luftwaffe (19. Luftwaffen-Sturm-Division)  i skierowano na front włoski. Walczyła krótko w ramach Grupa Armii C, poniosła tak ciężkie straty, że została wycofana do Danii i rozwiązano 15 sierpnia 1944 r. Jej resztki przekazano formowanej 19 Dywizji Grenadierów Ludowych.

## Struktura organizacyjna dywizji
Skład bojowy dywizji (1943) :
- 37 pułk strzelców Luftwaffe
- 38 pułk strzelców Luftwaffe
- 45 pułk strzelców Luftwaffe
- 19 polowy batalion artylerii Luftwaffe
- 19 polowa kompania cyklistów Luftwaffe
- 19 polowy batalion przeciwpancerny Luftwaffe
- 19 polowy batalion inżynieryjny Luftwaffe
- 19 polowa kompania łączności Luftwaffe
- 19 polowe dywizyjne oddziały zaopatrzeniowe Luftwaffe

## Dowódcy dywizji
- Generalmajor Gerhard Bassenge (od 1 marca 1943)
- Generalleutnant Hermann Plocher (30 czerwca 1943)
- Generalleutnant Erich Baeßler (od 1 listopada 1943)
- Oberst Albert Henze (od czerwca 1944)